# Atletismo nos Jogos Pan-Americanos de 1955 - Salto em distância masculino
A prova do salto em distância masculino nos Jogos Pan-Americanos de 1955 foi realizada na Cidade do México, México.

## Medalhistas
| Ouro                             | Prata                           | Bronze                       |
| Rosslyn Range USA Estados Unidos | John Bennett USA Estados Unidos | Ary Façanha de Sá BRA Brasil |

## Resultados
| Posição           | Nome              | Nacionalidade      | Marca | Notas |
| ----------------- | ----------------- | ------------------ | ----- | ----- |
| Medalha de ouro   | Rosslyn Range     | USA Estados Unidos | 8.03  |       |
| Medalha de prata  | John Bennett      | USA Estados Unidos | 8.01  |       |
| Medalha de bronze | Ary Façanha de Sá | BRA Brasil         | 7.84  |       |
| 4                 | Carlos Vera       | CHI Chile          | 7.49  |       |
| 5                 | Aldo Zuccolillo   | PAR Paraguai       | 7.39  |       |
| 6                 | Claudio Cabreja   | CUB Cuba           | 7.30  |       |
| 7                 | Víctor Hernández  | CUB Cuba           | 7.22  |       |
| 8                 | Fermín Donazar    | URU Uruguai        | 7.11  |       |